# Llista de naus de la Kriegsmarine
La llista dels vaixells de la Kriegsmarine inclou totes les naus encarregades, incorporades o capturades per la Kriegsmarine, la marina alemanya a l'època del Tercer Reich, durant la seva existència des de 1935 fins al final de la Segona Guerra Mundial al 1945. Part dels vaixells que hi apareixen no entraren en combat i molts tampoc foren acabats.
Aquesta llista està incompleta.

## Naus principals

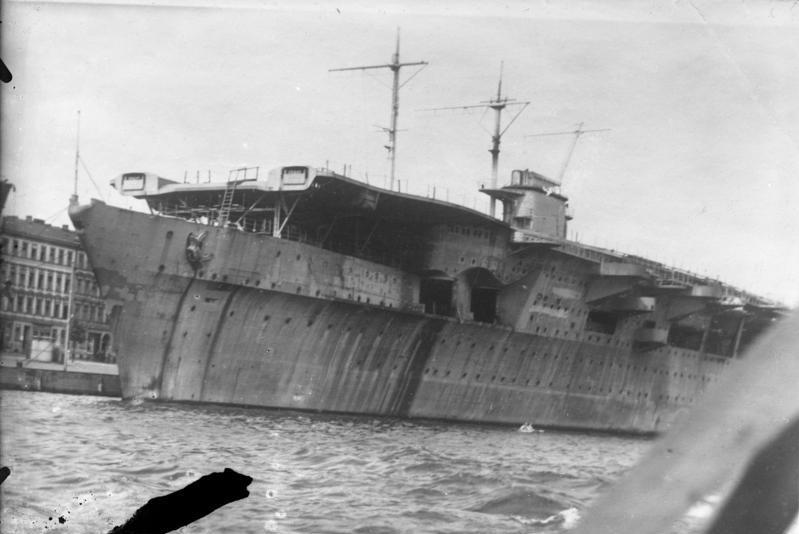
Portaavions Graf Zeppelin

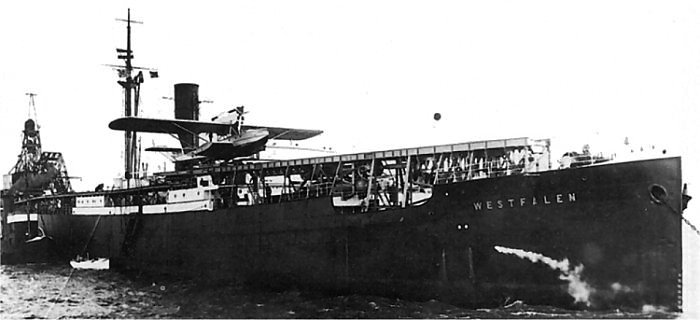
Portahidroavions Westfalen

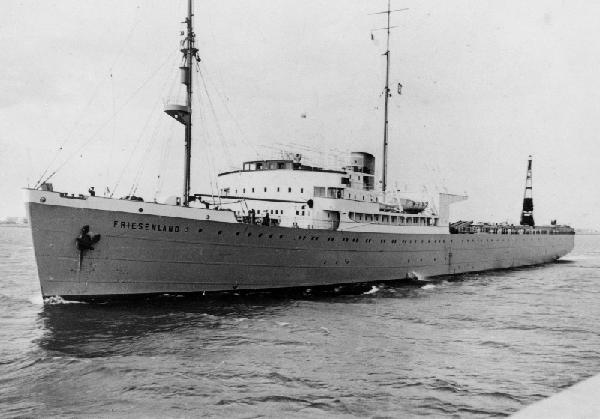
Portahidroavions Friesenland

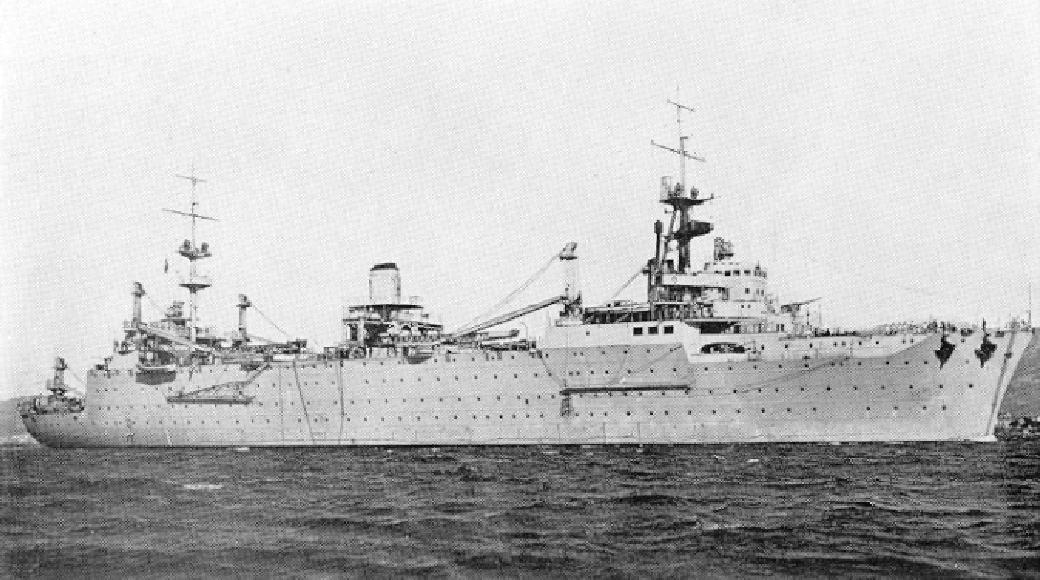
Portahidroavions francès capturat Commandant Teste

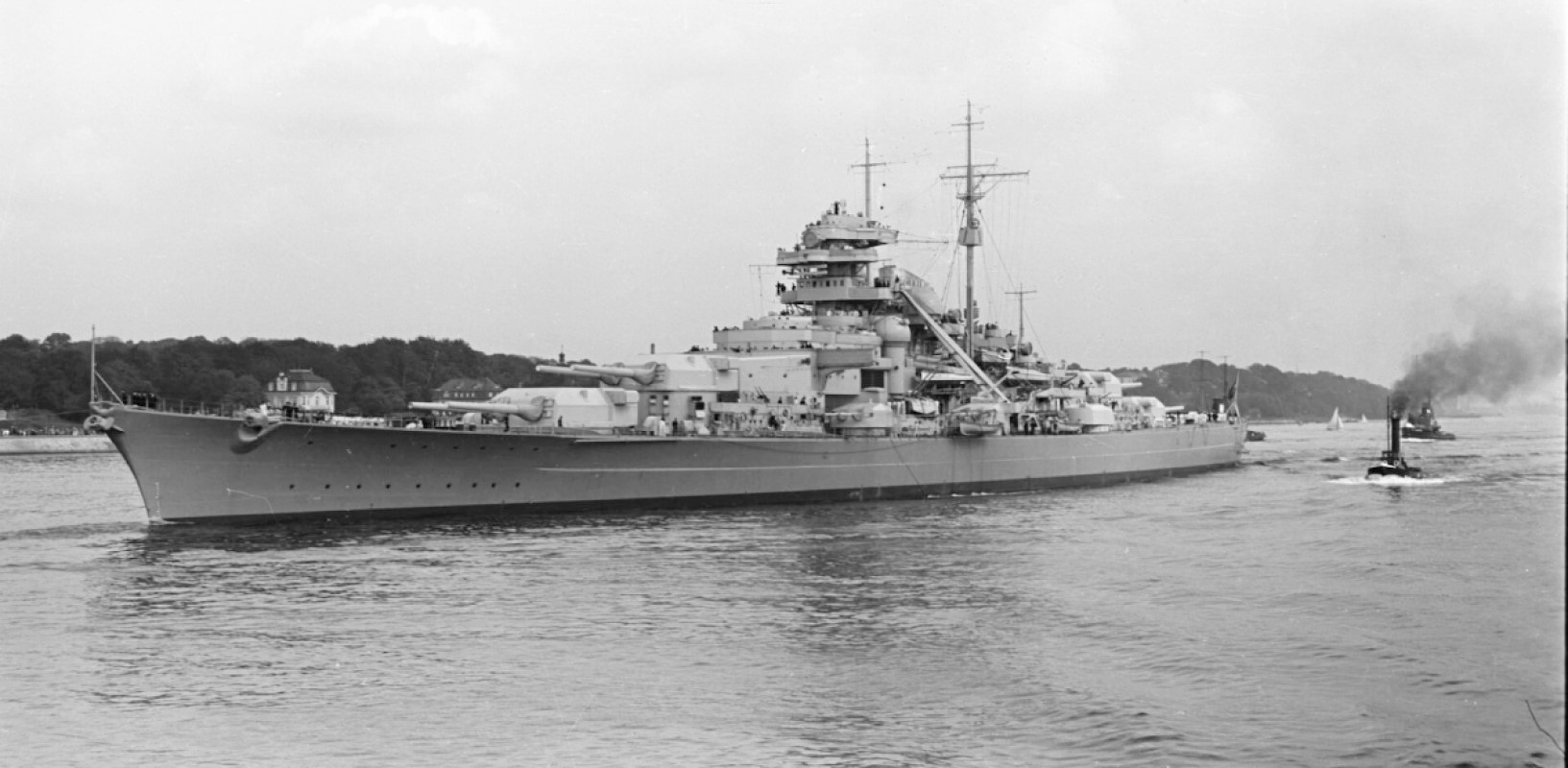
Cuirassat Bismarck

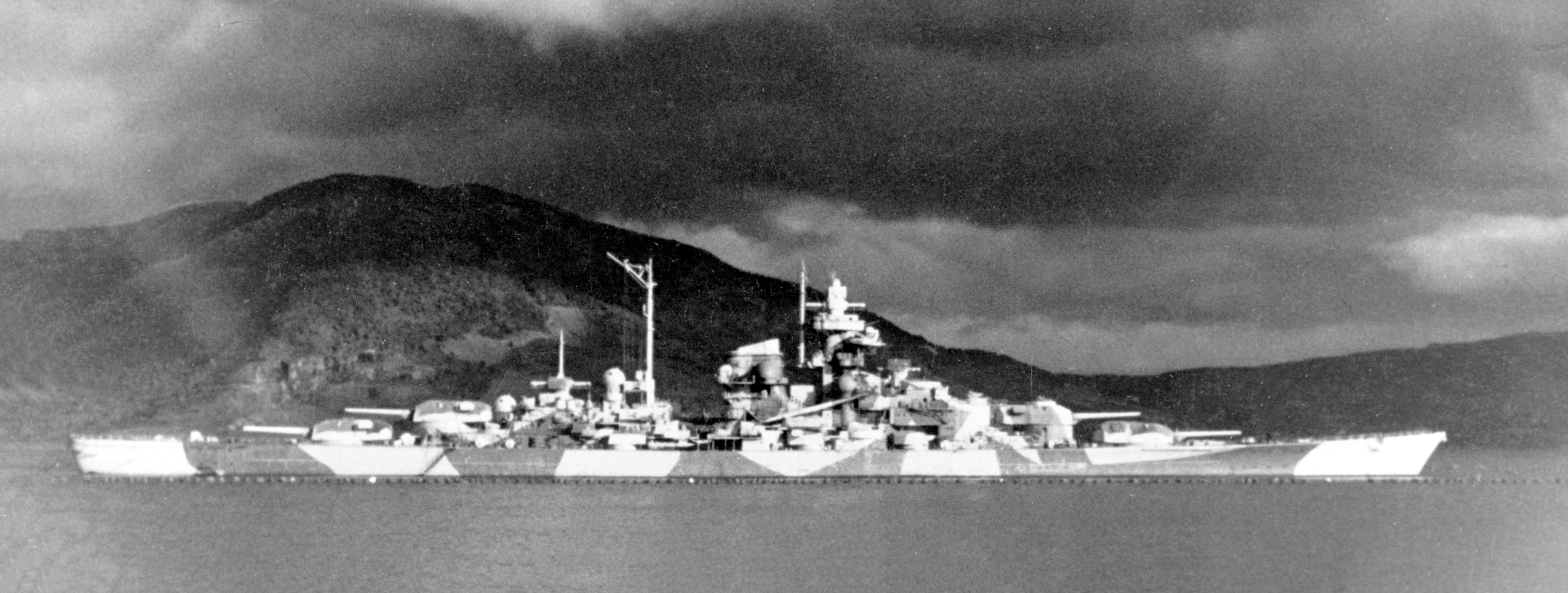
Cuirassat Tirpitz

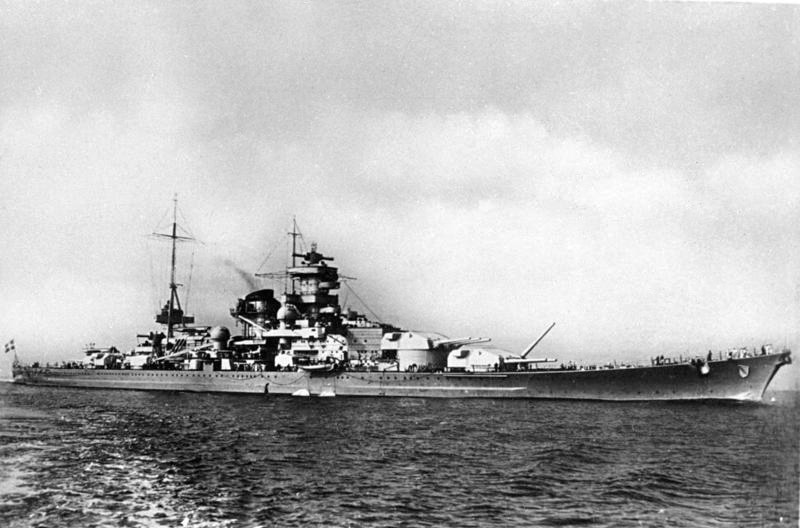
Creuer de batalla Scharnhorst

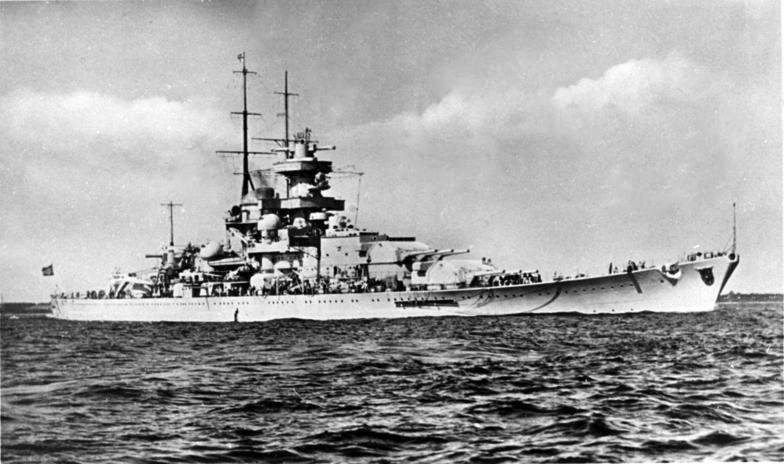
Creuer de batalla Gneisenau

Dibuix d'un creuer de batalla classe O

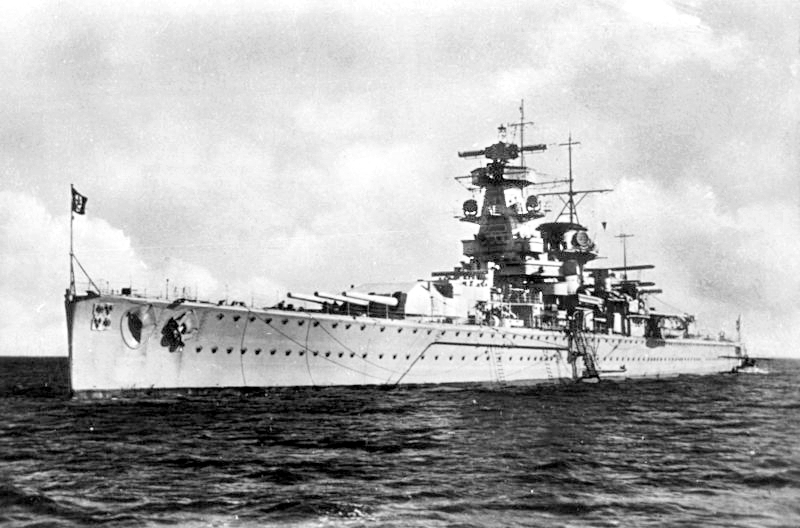
Cuirassat de butxaca Admiral Graf Spee

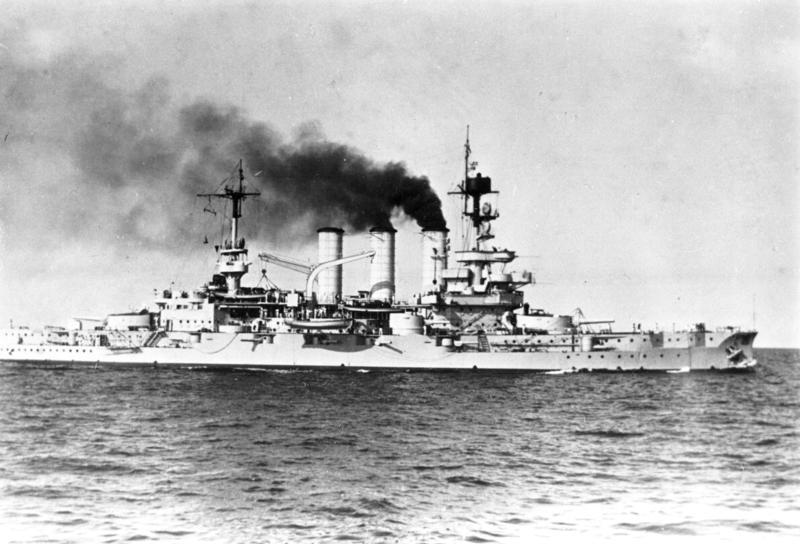
Cuirassat pre-dreadnought Hessen

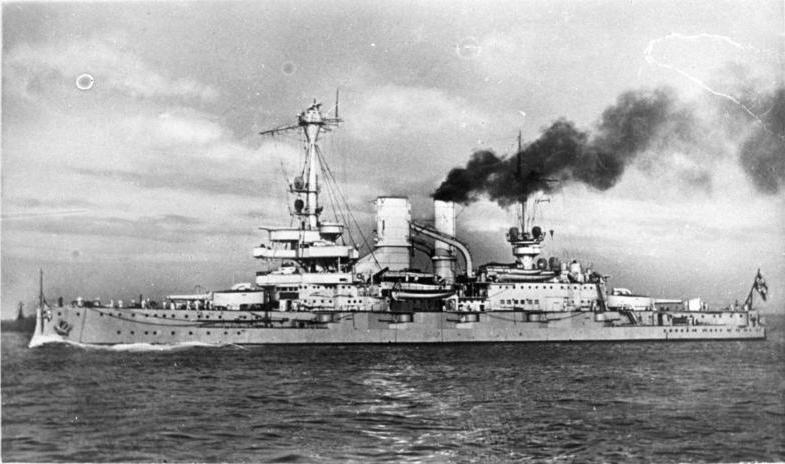
Cuirassat pre-dreadnought Schleswig-Holstein

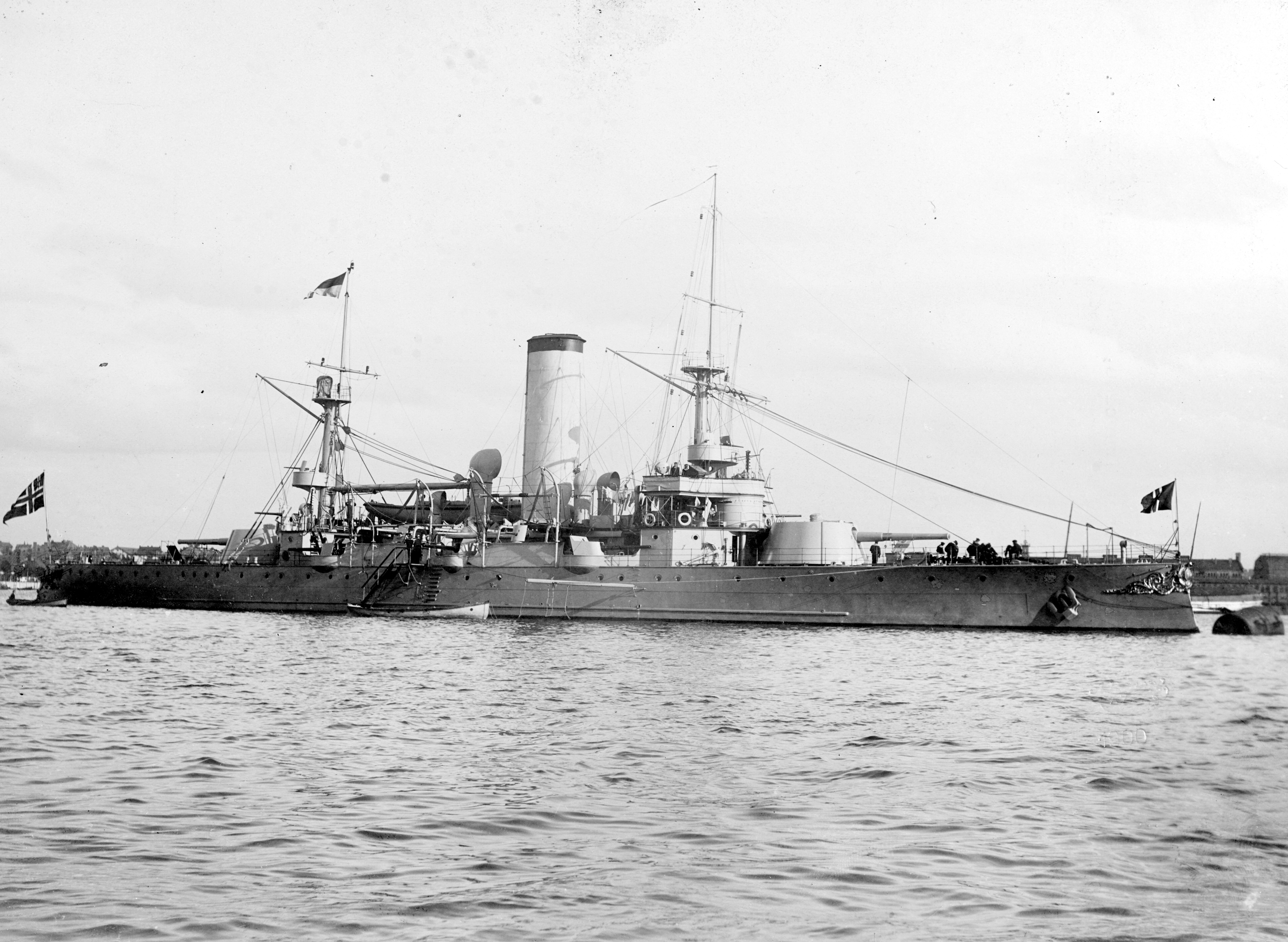
Cuirassat coster Tordenskjold al 1900

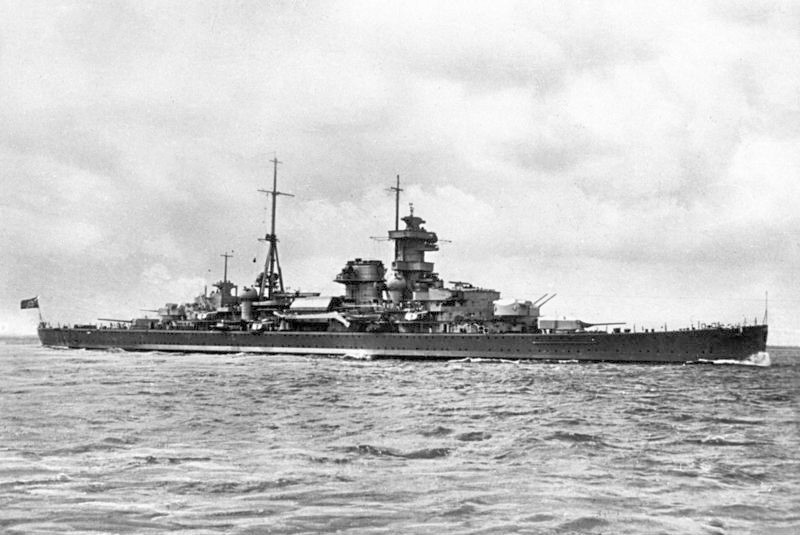
Creuer pesat Admiral Hipper

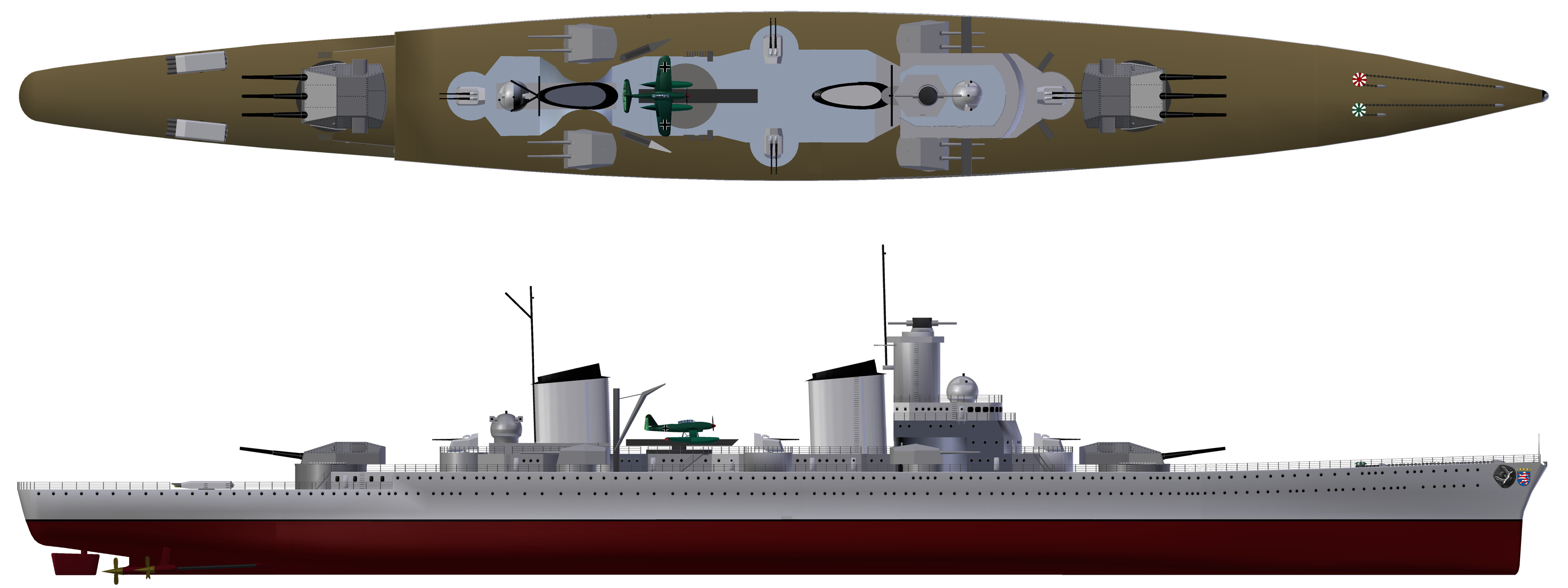
Imatge d'un creuer pesat classe D

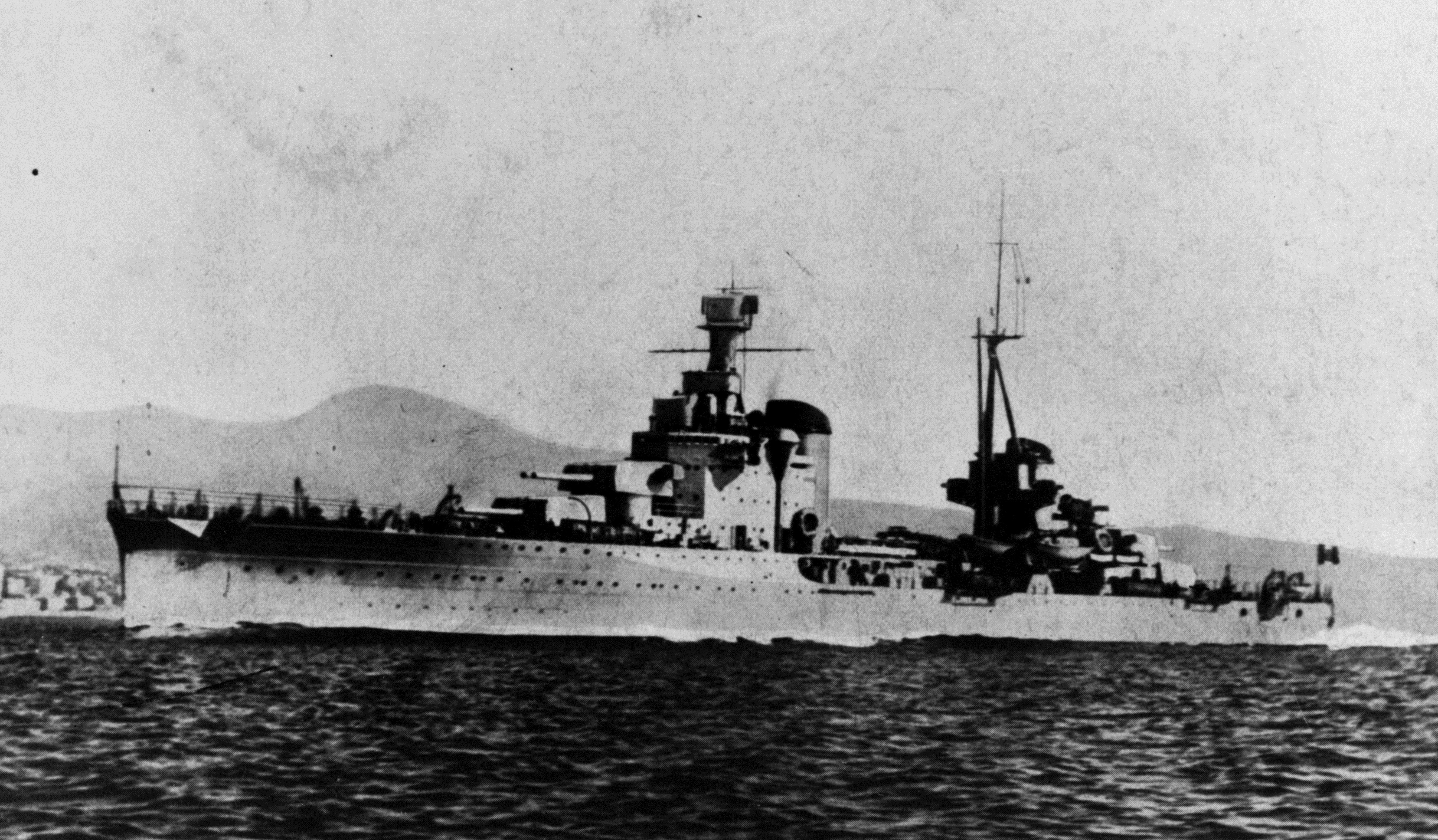
Creuer pesat italià capturat Bolzano

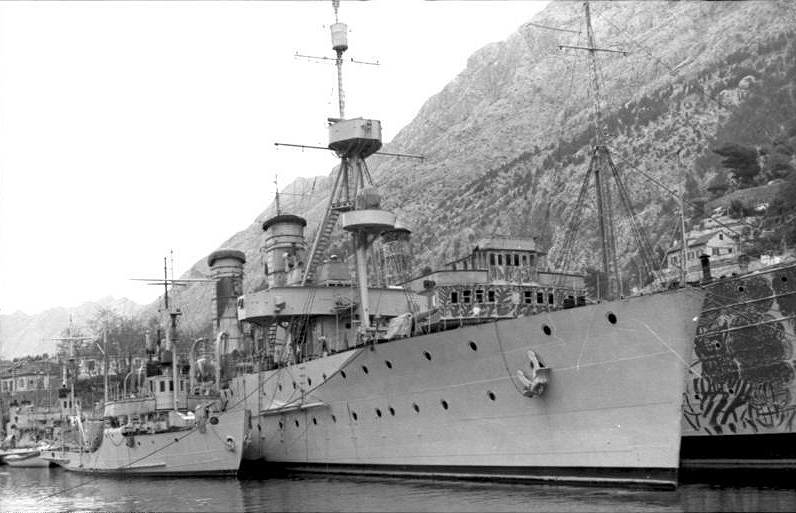
Creuer lleuger Niobe (1941)

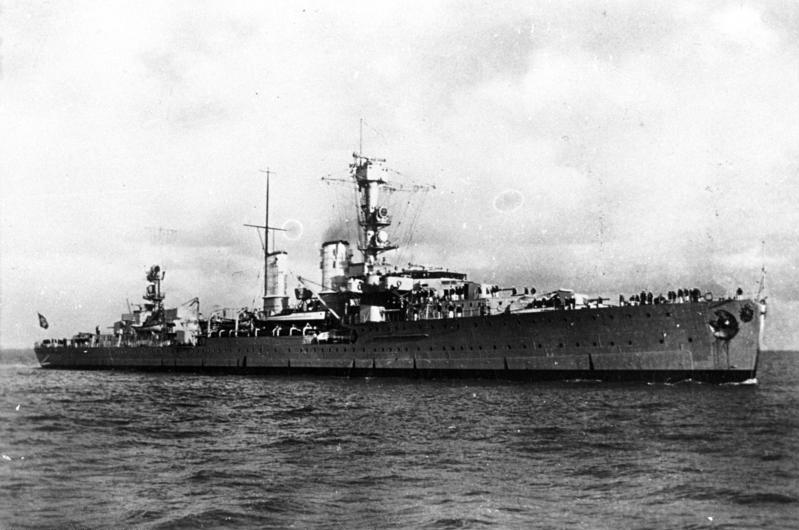
Creuer lleuger Emden

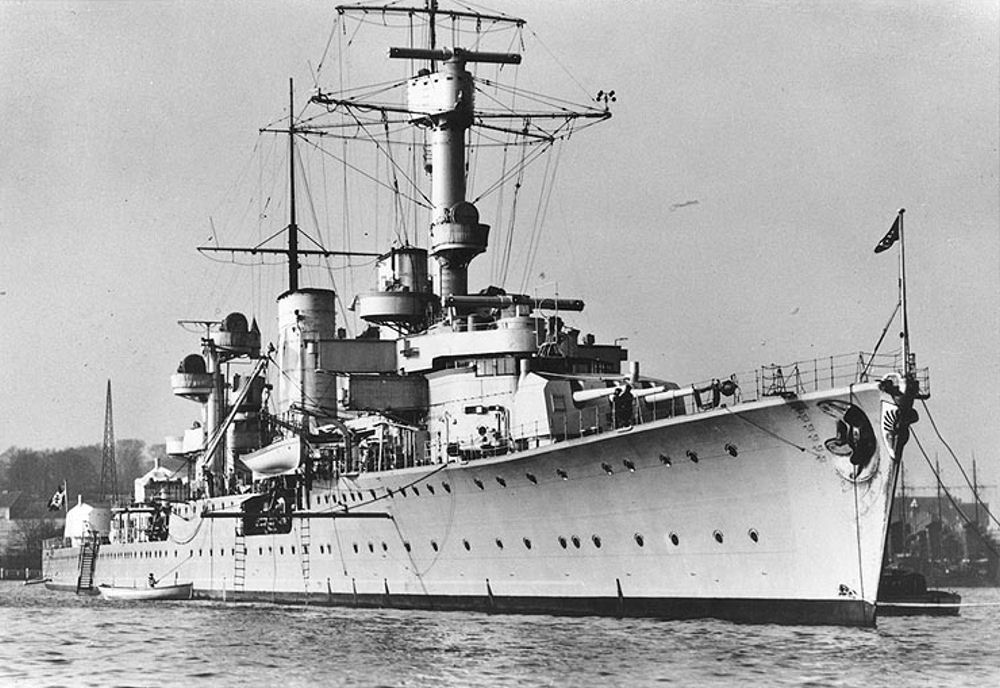
Creuer lleuger Königsberg

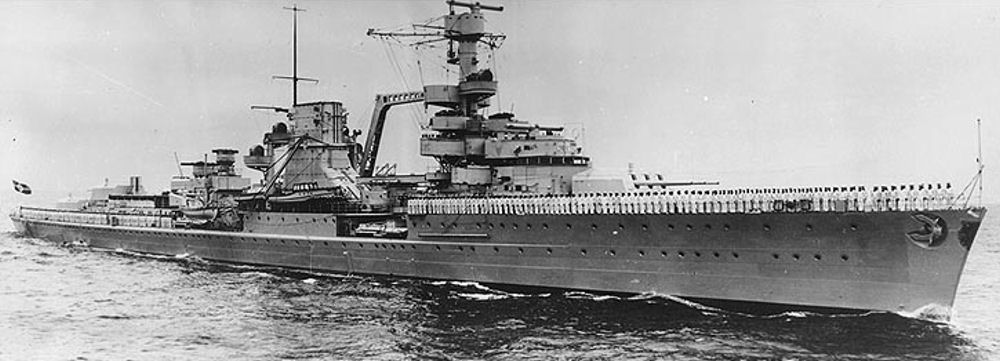
Creuer lleuger Leipzig

Dibuix d'un creuer lleuger classe M

### Portaavions
- Classe Graf Zeppelin
  - Graf Zeppelin, botat al 1938 (no fou acabat)
  - Flugzeugträger B,[nota 1] mai fou botat (d'haver-ho estat hauria rebut el nom de Peter Strasser)
- Portaavions I
  - Europa, prèviament una nau de transport, la conversió no fou duta a terme.
- Classe Jade
  - Jade (abans, Gneisenau), prèviament un transatlàntic, la conversió no fou acabada
  - Elbe (abans, Potsdam), prèviament un transatlàntic, la conversió no fou duta a terme
- Portaavions II
  - De Grasse, prèviament un creuer francès, la conversió no fou acabada

### Portahidroavions
- Classe Krischan
  - Krischan, 1934
  - Gunther Plüschow, 1935
  - Bernhard von Tschirschky, 1935
- Portahidroavions Greif
  - Greif, 1937
- Portahidroavions Hans Rolshoven
  - Hans Rolshoven, 1938
- Portahidroavions Sperber
  - Sperber, 1938
- Classe Karl Meyer
  - Karl Meyer, 1940 (abans, Wedel)
  - Max Stinsky, 1941
  - Immelmann, 1941
  - Boelcke, 1942
- Classe Bussard
  - Bussard, 1942
  - Falke, 1942
- Classe Hans Albrecht Wedel
  - Hans Albrecht Wedel, 1941
  - Richthofen, 1943
  - Hermann Köhl, avarat al 1942, cancel·lat al 1944
- Classe A
  - A, iniciat al 1943, cancel·lat al 1944
- Reconvertits
  - Westfalen, 1905
  - Schwabenland, 1925
  - Ostmark, 1936
  - Friesenland, 1936
- Capturats
  - Iugoslaus
    - Portahidroavions Drache
      - Drache, 1937 (abans, Zmaj)

  - Francesos
    - Commandant Teste
      - Commandant Teste, barrinat al 1942, reflotat al 1943 pels italians i capturat pels alemanys

    - Classe Sans Souci
      - SG1[nota 2] (abans Merkur, encara abans Jupiter, encara abans en francès Sans Souci)
      - SG2 (abans Uranus, encara abans Saturn, encara abans en francès Sans Reproche)
      - SG3 (abans Saturn, encara abans Uranus, encara abans en francès Sans Pareil
      - SG4 (abans Jupiter, encara abans Merkur, encara abans en francès Sans Peur)

### Cuirassats ràpids
- Classe Bismarck (42,000 tones, 8 canons de 380 mm)
  - Bismarck, 1939
  - Tirpitz, 1939
- Classe H
  - Dues naus es van començar a construir, però no foren acabades
- Capturats
  - Francesos
    - Classe Richelieu
      - Clemenceau, capturat al 1940, posat en marxa al 1943 (no fou acabat)

    - Classe Dunkerque
      - Dunkerque, barrinat al 1942, reflotat al 1943 pels italians i capturat pels alemanys
      - Strasbourg, barrinat al 1942, reflotat al 1943 pels italians i capturat pels alemanys

  - Soviètics
    - Classe Sovetsky Soyuz
      - Sovetskaya Ukraina, fabricat al 1938, capturat al 1941 (no fou acabat)

### Creuers de batalla
- Classe Scharnhorst[nota 3] (32,000 tones, 9 canons de 280 mm)
  - Scharnhorst, 1936
  - Gneisenau, 1936
- Classe O
  - Schlachtkreuzer O,[nota 4] començat a construir, mai acabat
  - Schlachtkreuzer P, començat a construir, mai acabat
  - Schlachtkreuzer Q, començat a construir, mai acabat

### Cuirassats de Butxaca[nota 5]
- Classe Deutschland (12,000 tones, 6 canons de 280 mm)
  - Lützow (abans, Deutschland), 1931
  - Admiral Scheer, 1933
  - Admiral Graf Spee, 1934

### Cuirassats Pre-Dreadnought
- Classe Wittelsbach (12.000 tones, 4 canons de 240 mm)
  - Zähringen, 1902
- Classe Braunschweig (14.000 tones, 4 canons de 280 mm)
  - Elsass, 1904
  - Hessen, 1905

- Classe Deutschland (15.000 tones, 4 canons de 280 mm)
  - Hannover, 1905
  - Schleswig-Holstein, 1906
  - Schlesien, 1906

### Cuirassats costaners
- Capturats
  - Noruecs
    - Classe Tordenskjold
      - Nymphe (abans, HNoMS Tordenskjold), reconvertit a plataforma antiaèria
      - Tethis (abans, HNoMS Harald Haarfagre), reconvertit a plataforma antiaèria

  - Holandesos
    - Classe Koningin Regentes
      - Ariadne (abans, HNLMS Hertog Hendrik)

    - Classe Jacob van Heemskerck
      - Undine (abans, HNLMS Jacob van Heemskerck)

  - Danesos
    - Classe Herluf Trolle
      - Adler (abans, HDMS Peder Skram)

    - Classe Niels Juel
      - Nordland (abans, HDMS Niels Juel)

### Creuers pesats
- Classe Admiral Hipper (14,000 tones, 8 canons de 203 mm)
  - Admiral Hipper, 1937
  - Blücher, 1937
  - Prinz Eugen, 1938
  - Seydlitz (fabricat al 95%, després planificat per a conversió a portaavions escorta, però mai duta a terme)
  - Lützow, (venut a la Unió Soviètica sense acabar)
- Classe D
  - Dos naus foren projectades. Una es començà a construir, mai fou acabada
- Classe P
  - Dotze naus foren projectades. Cap nau es començà a construir
- Capturats
  - Italians
    - Classe Trento
      - Bolzano

    - Classe Zara
      - Gorizia

### Creuers lleugers
- Classe Gazelle (2643 tones, 10 canons de 105 mm)
  - Niobe, 1899 (venut a Iugoslàvia durant la República de Weimar, recuperat al 1943)
  - Arcona, 1900 (reconvertit a plataforma antiaèria)
  - Medusa, 1902 (reconvertit a plataforma antiaèria)

- Classe Emden (6,000 tones, 8 canons de 150 mm)
  - Emden, 1925
- Classe Königsberg (7,200 tones, 9 canons de 150 mm)
  - Königsberg, 1925
  - Karlsruhe, 1927
  - Köln, 1928
- Classe Leipzig (8,000 tones, 9 canons de 150 mm)
  - Leipzig, 1929
  - Nürnberg, 1934
- Classe M
  - Dos naus es començaren a construir, mai foren acabades
- Capturats
  - Holandesos
    - Classe De Zeven Provinciën / Classe Eendracht
      - KH 1[nota 6] (abans, Eendracht)
      - KH 2 (abans, De Zeven Provinciën)

  - Siamesos
    - Classe Etna
      - Etna (abans: Taksin)
      - Vesuvio (abans: Naresuan)

  - Italians
    - Classe Capitani Romani
      - Caio Mario
      - Cornelio Silla
      - Giulio Germanico
      - Ottaviano Augusto

  - Francesos
    - Classe La Galissonnière
      - FR 11 (abans, La Galissonnière)
      - FR 12 (abans, Jean de Vienne)

### Creuers protegits
- Capturats
  - Holandesos
    - Classe Holland
      - Niobe (abans, HNLMS Gelderland), reconvertit a plataforma antiaèria

## Destructors i torpedineres

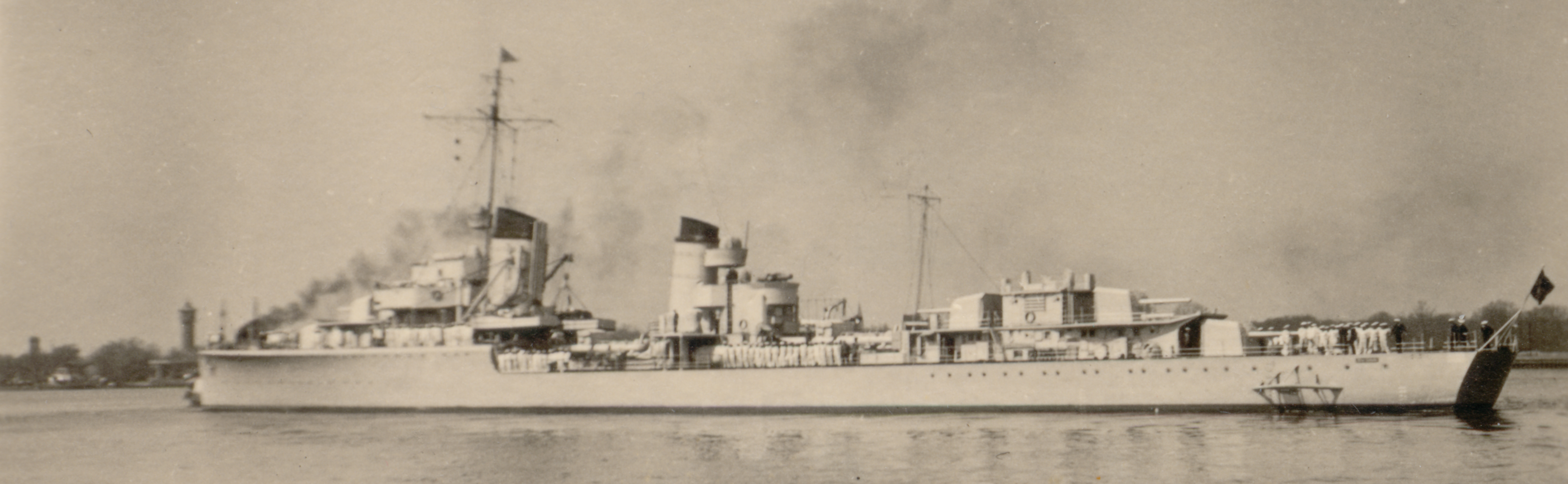
Destructor Z3 Max Schultz

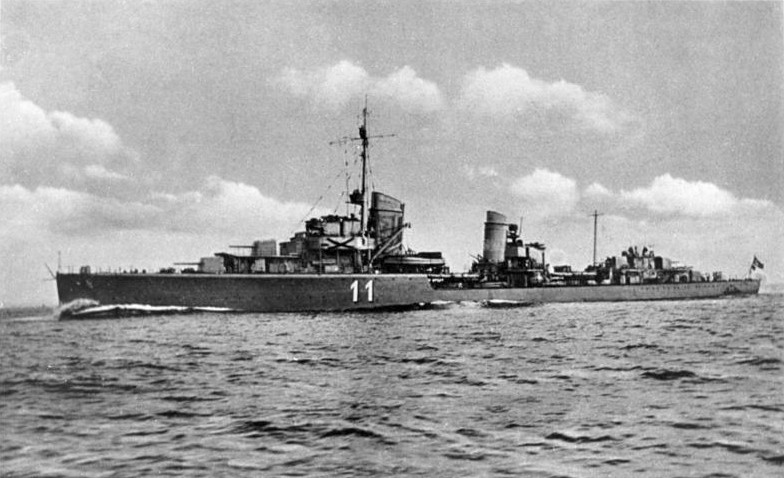
Destructor Z4 Richard Beitzen

### Destructors
- Tipus 1934 (3,155 tones, 5 canons de 127 mm)
  - Z1 Leberecht Maass,[nota 7] 1937
  - Z2 Georg Thiele, 1937
  - Z3 Max Schultz, 1937
  - Z4 Richard Beitzen, 1937
- Tipus 1934A (Encarregats entre 1937 i 1939)
  - Z5 Paul Jakobi
  - Z6 Theodor Riedel
  - Z7 Hermann Schoemann
  - Z8 Bruno Heinemann
  - Z9 Wolfgang Zenker
  - Z10 Hans Lody
  - Z11 Bernd von Arnim
  - Z12 Erich Giese
  - Z13 Erich Koellner
  - Z14 Friedrich Ihn
  - Z15 Erich Steinbrinck
  - Z16 Friedrich Eckoldt
- Tipus 1936
  - Z17 Diether von Roeder
  - Z18 Hans Lüdemann
  - Z19 Hermann Künne
  - Z20 Karl Gaister
  - Z21 Wilhelm Heidkamp
  - Z22 Anton Schmitt
- Tipus 1936A (Narvik)
  - Z23 fins a Z30
- Tipus1936A (Mob)
  - Z31 fins a Z34
  - Z37 fins a Z39
- Tipus 1936B
  - Z35 fins a Z36
  - Z43 fins a Z45
- Spähkreuzer
  - Z40 fins a Z42
- Tipus 1942
  - Z51
- Capturats
  - Noruecs
    - Classe Draug
      - Troll

    - Classe Sleipner
      - Löwe (abans, Gyller)
      - Panther (abans, Odin)
      - Leopard (abans, Balder)
      - Tiger (abans, Tor)

  - Holandesos
    - Classe Gerard Callenburgh
      - ZH 1[nota 8] (abans, Gerard Callenburgh)
      - ZH 2 (abans, Tjerk Hiddes)
      - Phillips van Almonde

    - Classe Admiralen
      - ZH 3 (abans, Van Galen)

  - Francesos
    - Classe Le Hardi
      - ZF 2 (abans, L'Opiniâtre)
      - ZF 7 (abans, L'Aventurier)
      - FR 33 (abans, L'Adroit, encara abans, Épée)
      - FR 34 (abans, Lansequenet)
      - FR 35 (abans, Fuodroyant, encara abans, Fleuret)
      - FR 37 (abans, Le Hardi)

    - Classe Bourrasque
      - ZF 4 (abans, Cyclone)

  - Grecs
    - Classe G i H
      - ZG 3 Hermes (abans, D14 Vasilefs Georgios)

### Torpediners
- Torpedoboot 1923 ("Raubvogel") (900 tones, 3 canons de 105 mm)
  - Möwe
  - Falke
  - Greif
  - Kondor
  - Albatros
  - Seeadler
- Torpedoboot 1924 ("Raubtier") (950 tones, 3 canons de 105 mm)
  - Wolf
  - Iltis
  - Jaguar
  - Leopard
  - Luchs
  - Tiger
- Torpedoboot 1935 (1,090 tones, 1 canó de 105 mm)
  - T1 fins a T12
- Torpedoboot 1937 (1,150 tones, 1 canó de 105 mm)
  - T13 fins a T21
- Flottentorpedoboot 1939 (Elbing) (1,750 tones, 4 canons de 105 mm)
  - T22 fins a T36

### Torpedoboot Ausland
Els Torpedoboot Ausland (en català, torpediners estrangers), foren torpediners i destructors capturats d'altres països, designats com a Ta seguit d'un número.

#### Destructors
- Noruecs
  - Classe Aalesund
    - Ta 7 (abans, ZN 4)
    - Ta 8 (abans, ZN 5)
- Iugoslaus
  - Classe Beograd
    - Ta 43 (abans: en Iugoslau, Beograd / en Italià, Sebenico)

  - Altres
    - Ta 32 (abans: en Iugoslau, Dubrovnik / en Italià, Premuda)

- Japonesos
  - Classe Urakaze
    - Ta 20 (abans: en japonès, Kawakaze / en Italià, Audace)

- Italians
  - Classe Turbine
    - Ta 14 (abans, Turbine)

  - Classe Sella
    - Ta 15 (abans, Francesco Crispi)

  - Classe Curtatone
    - Ta 16 (abans, Castelfidardo)
    - Ta 19 (abans, Calatafimi)

  - Classe Palestro
    - Ta 17 (abans, San Martino)
    - Ta 18 (abans, Solferino)

  - Classe Indomito
    - Ta 21 (abans, Insidioso)

  - Classe Rosolino Pilo
    - Ta 22 (abans, Giuseppe Missori)
    - Ta 35 (abans, Giuseppe Dezza)

  - Classe Freccia
    - Ta 31 (abans, Dardo)

  - Classe Soldati
    - Ta 33 (abans Corsaro, encara abans, Squadrista)
    - Ta 34 (abans Carrista)
    - Corazziere (no va arribar a rebre una designació)

  - Classe Navigatori
    - Ta 44 (abans, Antonio Pigafetta)

#### Torpediners
- Iugoslaus
  - Classe 250t
    - Ta 48 (abans, T3)
- Francesos
  - Classe Le Fier
    - TA 1 (abans, Le Fier)
    - TA 2 (abans, L'Agile)
    - TA 3 (abans, Le Corse)
    - TA 4 (abans, L'Entreprenant)
    - TA 5 (abans, Le Farouche)
    - TA 6 (abans, L'Alsacien)

  - Classe La Melpomène
    - TA 9 (abans, Bombarde)
    - TA 10 (abans, La Pomone)
    - TA 11 (abans, L'Iphigénie)
    - TA 12 (abans, Baliste)
    - TA 13 (abans, La Bayonnaise)
- Italians
  - Classe Ciclone
    - Ta 23 (abans, Impavido)
    - Ta 25 (abans, Intrepido)
    - Ta 26 (abans, Ardito)

  - Classe Ariete
    - Ta 24 (abans, Arturo)
    - Ta 27 (abans, Auriga)
    - Ta 28 (abans, Rigel)
    - Ta 29 (abans, Eridano)
    - Ta 30 (abans, Dragone)
    - Ta 36 (abans, Stella Polare)
    - Ta 37 (abans, Gladio)
    - Ta 38 (abans, Spada)
    - Ta 39 (abans, Daga)
    - Ta 40 (abans, Pugnale)
    - Ta 41 (abans, Lancia)
    - Ta 42 (abans, Alabarda)
    - Ta 45 (abans, Spica)
    - Ta 46 (abans, Fionda)
    - Ta 47 (abans, Balestra)

### Naus escorta
- Classe F (700 tones, 2 canons de 105 mm)
  - F 1 fins a F 10
- Classe Pa (925 tones, 1 canó de 105 mm)
  - PA-1 fins a PA-4

- Capturades
  - Italianes
    - Monitors
      - Biber, (abans, Faà di Bruno), fabricat al 1915, capturat al 1943, rendit al 1945 i desmantellat.

### Canoneres
- LS1 fins a LS12

## Creuers auxiliars
Creuers auxiliars de la Kriegsmarine
- Orion
- Atlantis
- Widder
- Thor
- Pinguin
- Stier
- Komet
- Kormoran
- Michel
- Coronel
- Hansa

## Naus menors

### S-boats
- Schnellboot
  - Classe S1 (50 tones, 1 canó de 20 mm, 2 tubs llançatorpedes)
    - S1 fins a S25

  - Classe S26 (75 tones, 1 canó de 20 mm, 2 tubs llançatorpedes)
    - S26 fins a S29

  - Classe S30 (80 tones, 1 canó de 20 mm, 2 tubs llançatorpedes)
    - S30 fins a S37

  - Classe S38 (80 tones, 1 canó de 20 mm, 2 tubs llançatorpedes)
    - S38 fins a S60

  - Classe S38b (90 tones, 2 canó de 20 mm, 2 tubs llançatorpedes)
    - S61 fins a S99

  - Classe S100 (100 tones, 1 canó de 37 mm, 2 tubs llançatorpedes)
    - S100 fins a S150

  - Classe S151 (100 tones, 1 canó de 37 mm, 2 tubs llançatorpedes)
    - S151 fins a S205

### Patrullers
- Vorpostenboot
  - Kamerun
  - KT1
  - V 1101 Preußen
  - V 1102 Gleiwitz
  - V 1103 Nordkap
  - V 1104 Ernst von Breisen
  - V 1105 Ernst Gröschel
  - V 1106 Ernst von Breisen
  - V 1107 Portland
  - V 1108 Weißenfels
  - V 1109 Moravia
  - V 5506 Zick
  - V 5519 Tarantel (Maig–Desembre 1940: NB. 19)
  - V-5703 Elsass (abans, Oter I)
  - V 5908 Togo (re-designat V 6512 al 1944)
  - V 6105 (altres noms utilitzats: NO-05 Samoa i NH-05)

## U-boots

### Submarins d'entrenament
- Tipus I
  - U25 i U26

### Submarins costaners
- Tipus IIA
  - U-1 fins a U-6
- Tipus IIB
  - U-7 fins a U-24
  - U-120 i U-121
- Tipus IIC
  - U-56 fins a U-63
- Tipus IID
  - U-137 i U-152
- Tipus XVIIB
  - U-1405 fins a U-1407

### Submarins oceànics
- Tipus VIIA
  - U-27 fins a U-36
- Tipus VIIB
  - U-45 fins a U-55
  - U-73 fins a U-76
  - U-83 fins a U-87
  - U-99 fins a U-102
- Tipus VIIC
  - U-69 fins a U-72
  - U-77 fins a U-82
  - U-88 fins a U-98
  - U-132 fins a U-136
  - U-201 fins a U-212
  - U-221 fins a U-232
  - U-235 fins a U-291
  - U-301 fins a U-316
  - U-331 fins a U-394
  - U-396 fins a U-458
  - U-465 fins a U-486
  - U-551 fins a U-683
  - U-701 fins a U-722
  - U-731 fins a U-768
  - U-771 fins a U-779
  - U-821 fins a U-822
  - U-825 i U-826
  - U-901 fins a U-907
  - U-921 fins a U-928
  - U-951 fins a U-994
  - U-1051 fins a U-1058
  - U-1101 i U-1102
  - U-1131 i U-1132
  - U-1161 i U-1162
  - U-1191 fins a U-1210
- Tipus VIIC 41
  - U-292 fins a U-300
  - U-317 fins a U-328
  - U-827 fins a U-828
  - U-929 fins a U-930
  - U-955 fins a U-1010
  - U-1013 fins a U-1025
  - U-1063 fins a U-1065
  - U-1103 fins a U-1110
  - U-1163 fins a U-1172
  - U-1271 fins a U-1279
  - U-1301 fins a U-1308
- Tipus IXA
  - U-37 fins a U-44
- Tipus IXB
  - U-64 fins a U-65
  - U-103 fins a U-111
  - U-122 fins a U-124
- Tipus IXC
  - U-66 fins a U-68
  - U-125 fins a U-131
  - U-153 fins a U-166
  - U-171 fins a U-176
  - U-501 fins a U-524
- Tipus IXC 40
  - U-167 fins a U-170
  - U-183 fins a U-194
  - U-525 fins a U-550
  - U-801 fins a U-806
  - U-841 fins a U-846
  - U-853 fins a U-858
  - U-877fins a U-899
  - U-1221 fins a U-1235
- Tipus IXD
  - U-177 fins a U-182
  - U-195 fins a U-200
  - U-847 fins a U-852
  - U-859 fins a U-864
  - U-871 fins a U-876

### Submarins minadors
- Tipus VIID
  - U-213 fins a U-218
- Tipus XB
  - U-116 fins a U-119

### Submarins d'abastiment
- Tipus VIIF
  - U-1059 fins a U-1062
- Tipus IXD /42
  - U-883 i U-884
- Tipus XB
  - U-219 i U-220
  - U-233 i U-234
- Tipus XIV
  - U-459 fins a U-464
  - U-487 fins a U-490

### Submarins elèctrics
- Tipus XXI
  - U-2501 fins a U-2531
  - U-2533 fins a U-2548
  - U-2551 i U-2552
  - U-3001 fins a U-3044
  - U-3501 fins a U-3530
- Tipus XXIII
  - U-2321 fins a U-2371
  - U-4701 fins a U-4707
  - U-4709 fins a U-4712

### Minisubmarins
- Seehund (17 tones, 2 torpedes)
  - 138 encarregats
- Hecht (Entrenament)
  - 53 encarregats
- Biber (6.5 tones, 2 torpedes)
  - 324 encarregats
- Molch (11 tones, 2 torpedes)
  - 393 Encarregats
- Delphin (Prototip)
  - 3 encarregats
- Seeteufel (Prototip)
  - 1 encarregat
- Schwertwal (Prototip)
  - 1 encarregat

### Torpedes humans
- Neger (1 torpede)
  - 200 encarregats
- Marder (3 tones, 1 torpede)
  - 500 encarregats
- Hai (Prototip)
  - 1 encarregat

### Submarins capturats
- Anglesos
  - U-D1, (abans HMS H6), capturat al 1940
  - U-B, (abans HMS Seal (N37)), capturat al 1940

## Naus auxiliars

### Naus minadores

#### -Minadors
- Tannenberg 1935 (5,500 tones, 3 canons de 150 mm, 460 mines)
- Brandemburg 1936 (3,900 tones, 3 canons de 105 mm, 250 mines)
- Lothringen 1941 (2,000 tones, 2 canons de 88 mm, 200 mines)
- Niedersachsen 1934 (1,800 tones, 2 canons de 105 mm, 260 mines
- Drache 1924 (1,800 tones, 2 canons de 88 mm, 120 mines)
- Brummer 1940 (3 canons de 105 mm, 2 canons antiaeris de 37 mm, 10 canons antiaeris de 20 mm, 4 tubs llançatorpedes de 460 mm, 280 mines)
- Oldenburg 1934 (1,200 tones, 2 canons de 88 mm, 145 mines)
- Kamerun 1939 (370 tones, 2 canons de 88 mm, 100 mines)
- Togo 1939 (370 tones, 2 canons de 88 mm, 100 mines)
- Kieblitz 1943

#### -Sperrbrecher(Trencadors de mines)
- Sperrbrecher
  - Sperrbrecher 1 fins a Sperrbrecher 100 (5,000 tones, 2 canons de 88 mm)

#### -Dragamines
- Classe M
  - Classe M1935 (875 tones, 2 canons de 105 mm)
    - M1 fins a M69

  - Classe M1940 (775 tones, 1 canó 105 mm)
    - M70 fins a M196

  - Classe M1943 (825 tones, 2 canons de 105 mm)
    - M197 fins a M214

#### -Naus R
- Räumboote
  - Classe R1 1929 (60 tones, 1 canó de 37 mm, 6 mines)
    - R1 fins a R16

  - Classe R17 1934 (115 tones, 1 canó de 37 mm, 12 mines)
    - R17 fins a R24

  - Classe R25 1938 (110 tones, 1 canó de 37 mm, 12 mines)
    - R25 fins a R40

  - Classe R41 1939 (125 tones, 1 canó de 37 mm, 12 mines)
    - R41 fins a R129

  - Classe R130 1940 (150 tones, 1 canó de 37 mm, 12 mines)
    - R130 fins a R150

  - Classe R151 1940 (125 tones, 1 canó de 37 mm, 12 mines)
    - R151 fins a R217

  - Classe R218 1942 (140 tones, 1 canó de 37 mm, 16 mines)
    - R218 fins a R300

  - Classe R301 1942 (160 tones, 1 canó de 88 mm, 16 mines, 2 tubs llançatorpedes)
    - R301 fins a R312

#### -Cazadors de mines
- KM1 fins a KM36

#### -Naus trenca-bloquejos/Minadors auxiliars
- Doggerbank

### Transports de tropes
- Cap Arcona, 1927
- Deutschland, 1923
- Goya, 1940
- General von Steuben, 1923
- Wilhelm Gustloff, 1937
- Hamburg, 1926
- Pretoria, 1936
- Albert Ballin/Hansa, 1923

### Llantxes de desembarcament
- Marinefährprahm
- Marine Nachschub Leichter
- Marine Artillerie Leichter
- Siebel Fähre

### Vaixells d'abastament

#### -Vaixells d'abastament de submarins
- Havel
- Memel
- Mosel
- Warnow
- Weichsel

### Naus Avís
- Grille, 1935
- Hela, 1940

### Vaixells escola

#### -Vaixells escola d'artilleria
- Bremse, 1933 (1,800 tones, 4 canons de 127 mm)
- Brummer, 1934 (3,000 tones, 8 canons de 105 mm, 480 mines)
- Drache, 1908 (790 tones, 4 canons de 105 mm)
- Mars, 1937
- Nordland, 1923 (3,400 tones, 10 canons de 150 mm, 2 tubs llançatorpedes de 450 mm)
- Barbara, 1915 (1,250 tones, 2 canons de 120 mm)

#### -Vaixells escola de torpedes
- Hugo Zeye, 1942 (10,775 tones, 8 tubs llançatorpedes de 533 mm)

#### -Vaixells escola de vela
- Niobe, 1913
- Gorch Fock, 1933 (Nau russa d'entrenament Tovarishch)
- Horst Wessel, 1936 (Nau dels guardacostes estatunidencs Eagle)
- Albert Leo Schlageter, 1937 (Nau portuguesa d'entrenament Sagres)

### Vaixells meteorològics
- Adolf Vinnen (WBS 5)
- August Wriedt (WBS 8)
- Berlebek (WBS 7 / WBS 14)
- Coburg (WBS 2)
- Externsteine (WBS 11)
- Hermann / Sachsen (WBS 1)
- Hessen (WBS 11 / WBS 8)
- Hinrich Freese (WBS 4)
- Hoheweg (WBS 5)
- Fritz Homann (WBS 3 / WBS 4)
- Kehdingen (WBS 6)
- Karl J. Busch (WBS 3)
- Lauenburg (WBS 3)
- Leipzig
- Merceditta (WBS 9)
- Mob. FD 34 (WBS 10)
- München (WBS 6)
- Ostmark (WBS 5)
- Sachsenwald (WBS 7)
- Skudd 1 (WBS 10)
- Star XV (WBS 10)
- Teutoberger Wald (WBS 12)
- Wuppertal (WBS 1)